# 江淵一公
江渕 一公（えぶち かずひろ、1933年 - 2007年4月3日）は、日本の文化人類学者、教育学者、九州大学名誉教授。専門は大学国際交流論、異文化間教育論。

## 経歴
1933年、福岡県で生まれた。九州大学大学院教育学研究科に進学し、1961年に博士課程を単位取得満期退学。米国・チュレーン大学大学院文化人類学専攻で学び、1964年に修士課程を修了。
帰国後、福岡教育大学助教授に就いた。後に教授昇格。1987年、広島大学大学教育研究センター教授に転じた。1992年、九州大学教育学部教授に就任。1993年、学位論文『異文化間教育の構造にかんする教育人類学的研究 ：移民・在留民の異文化適応と教育の比較民族誌的分析』を九州大学に提出して教育学博士号を取得。1997年に九州大学を定年退官し、名誉教授となった。その後は放送大学教授を務め、2004年に退職。
学界では、異文化間教育学会会長を務めた。

## 著作
著書
- 『海外教育研究入門：教職員海外研修のすすめ』サイマル出版会(日本国際交流センター研究シリーズ) 1974
- 『ヨーロッパにおける留学生受入れのシステムと現状：独・仏・英国現地調査報告』広島大学大学教育研究センター(高等教育研究叢書) 1991
- 『異文化間教育学序説：移民・在留民の比較教育民族誌的分析』九州大学出版会 1994
- 『大学国際化の研究』玉川大学出版部 1997
- 『文化人類学 伝統と現代』放送大学 2000
- 『バイカルチュラリズムの研究 異文化適応の比較民族誌』九州大学出版会 2002

共編著
- 『多文化教育の比較研究 教育における文化的同化と多様化』小林哲也共編、九州大学出版会 1985
- 『留学生受入れと大学の国際化：全国大学における留学生受入れと教育に関する調査報告』編著、広島大学大学教育研究センター(高等教育研究叢書) 1990
- 『異文化間教育研究入門』編、玉川大学出版部 1997
- 『共生の時代を生きる 転換期の人間と生活』酒井豊子・森谷正規共編著、放送大学 2000
- 『文化人類学研究：環太平洋地域文化のダイナミズム』小野澤正喜・山下晋司共編著、放送大学 2002

訳書
- 『現代文化人類学入門』(全4冊) フィリップ・K.ボック著、講談社学術文庫 1977

記念論集
- 『トランスカルチュラリズムの研究 江淵一公教授退官記念論文集』明石書店 1998

## 参考
- 「江淵一公教授略歴 (江淵一公教授退官記念)」九州大学比較教育文化研究施設紀要、1997-03
- （一番下）